# Faltdach

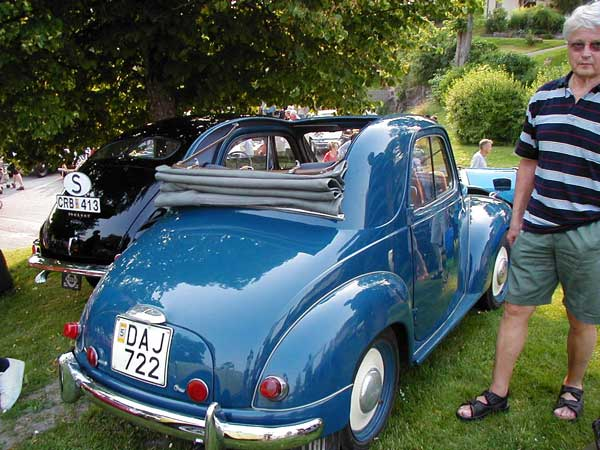
Fiat 500 Topolino als Cabriolimousine

Ein Faltdach ist ein außen angebrachtes textiles Schiebedach. Im Vergleich zum Stahlschiebedach kann mit ihm ein viel größerer Teil des Daches geöffnet werden. Im Gegensatz zum Cabrioverdeck werden jedoch die C-Säulen und die Heckscheibe nicht heruntergeklappt. Früher wurden Faltdächer mit der Hand zurückgeschoben oder vorgezogen. Dieser Vorgang dauerte nur wenige Sekunden. Heutzutage werden Faltdächer vorwiegend elektrisch betätigt. 
Faltdächer waren in den 1950er und 60er Jahren je nach Ausstattung beispielsweise im VW Käfer und Sachsenring Trabant zu finden. Der Citroën 2CV hat genau genommen ein Rolldach – nur das vordere Teil wurde geklappt; wollte man das Dach ganz öffnen, so musste es von außen aufgerollt werden.
Heute werden solche Dächer gerne in Kleinwagen eingebaut. Besonders beliebt sind oder waren sie z. B. im Renault Twingo oder im VW Polo III. Man kann Faltdächer auch nachträglich einbauen lassen.